# بروکساید (ویرجینیای غربی)
بروکساید (به انگلیسی: Brookside) یک منطقهٔ مسکونی در ایالات متحده آمریکا است که در شهرستان پرستون، ویرجینیای غربی واقع شده‌است. بروکساید ۷۶۴٫۱۴ متر بالاتر از سطح دریا واقع شده‌است.